# Ментор
Ментор в древногръцката митология е син на Алким и приятел на Одисей.
Когато Одисей тръгва към Троя, му поръчва да се грижи за дома и сина му. Затова и Ментор се старае да пречи на настойчивите ухажори на Пенелопа. Той възпитава и Телемах, сина на Одисей. Атина, приела образа на Ментор, придружава Телемах по време на пътешествието му до Спарта. Пак тя, под същия образ помага на Одисей да убие ухажорите след завръщането си. Името на Ментор често се употребява като нарицателно за наставник.